# Eugene Lyons
Eugene Lyons (Uzlyany, 1898-Nueva York, 1985) fue un periodista y escritor estadounidense, de origen ruso.

## Biografía
Nacido en 1898 en Uzlyany (Imperio ruso), era judío. Emigró de joven, con sólo nueve años, a los Estados Unidos. Defensor inicialmente de Revolución rusa y la Unión Soviética, una estancia en esta entre 1928 y 1934 le hizo desilusionarse con el régimen comunista y convertirse en un crítico de este, siendo descrito como un autor anticomunista.
Autor de obras como Assignment in Utopia (Harrap, 1938), The Red Decade (Bobbs-Merrill, 1941), Herbert Hoover, a Biography (Doubleday, 1964), David Sarnoff: A Biography (Harper & Row, 1966) y Workers' Paradise Lost (Funk & Wagnalls, 1967), entre otras, colaboró en publicaciones como The American Mercury y Reader's Digest. Falleció en Manhattan (Nueva York) el 7 de enero de 1985, a la edad de ochenta y seis años.

## Biblibiografía
- Chamberlin, William Henry (20 de septiembre de 1941). «The Tinted Carousel. The Red Decade, by Eugene Lyons». The Saturday Review of Literature (en inglés): 6. ISSN 0036-4983.
- —— (1968). «The Fifty-Year Reality. Workers' Paradise Lost, by Eugene Lyons». Modern Age (en inglés): 202-203.
- E. J. C. (marzo de 1938). «Assignment in Utopia by Eugene Lyons». Studies: An Irish Quarterly Review (en inglés) (Irish Province of the Society of Jesus) 27 (105): 170-173. JSTOR 30097534.
- Friedman, Murray (2006). The Neoconservative Revolution: Jewish Intellectuals and the Shaping of Public Policy (en inglés). Cambridge University Press. ISBN 9780521545013.
- Hoffman, Paul G. (5 de marzo de 1966). «He Helped Make This Small World. David Sarnoff: A Biography, by Eugene Lyons». Saturday Review (en inglés): 36. ISSN 0036-4983.
- Mc Cutcheon, Jr., John T. (1965). «The Great Uncommoner. Herbert Hoover, by Eugene Lyons». Modern Age (en inglés): 98-99.
- Powers, Richard Gid (1998). Not Without Honor: The History of American Anticommunism (en inglés). Yale University Press. ISBN 9780300074703.
- Taylor, Joan Kennedy (octubre de 1967). «Half a Century of Victims. Workers' Paradise Lost, by Eugene Lyons». Persuasion (en inglés): 19-36.

- Datos: Q343944
- Multimedia: Category:Eugene Lyons / Q343944